# 華僑銀行（澳門）

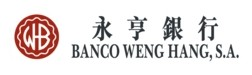
舊澳門永亨銀行標誌

華僑銀行（澳門）股份有限公司（葡萄牙語：Banco OCBC (Macau), S.A.），前稱澳門永亨銀行、华侨永亨银行，於1941年創立，為華僑銀行（香港）之全資附屬公司。總行位於新馬路241號。
澳門永亨銀行於1976年在荷蘭園開設第一間分行。截至2014年10月底，澳門華僑永亨銀行擁有13間分行及400多名員工。

## 歷史

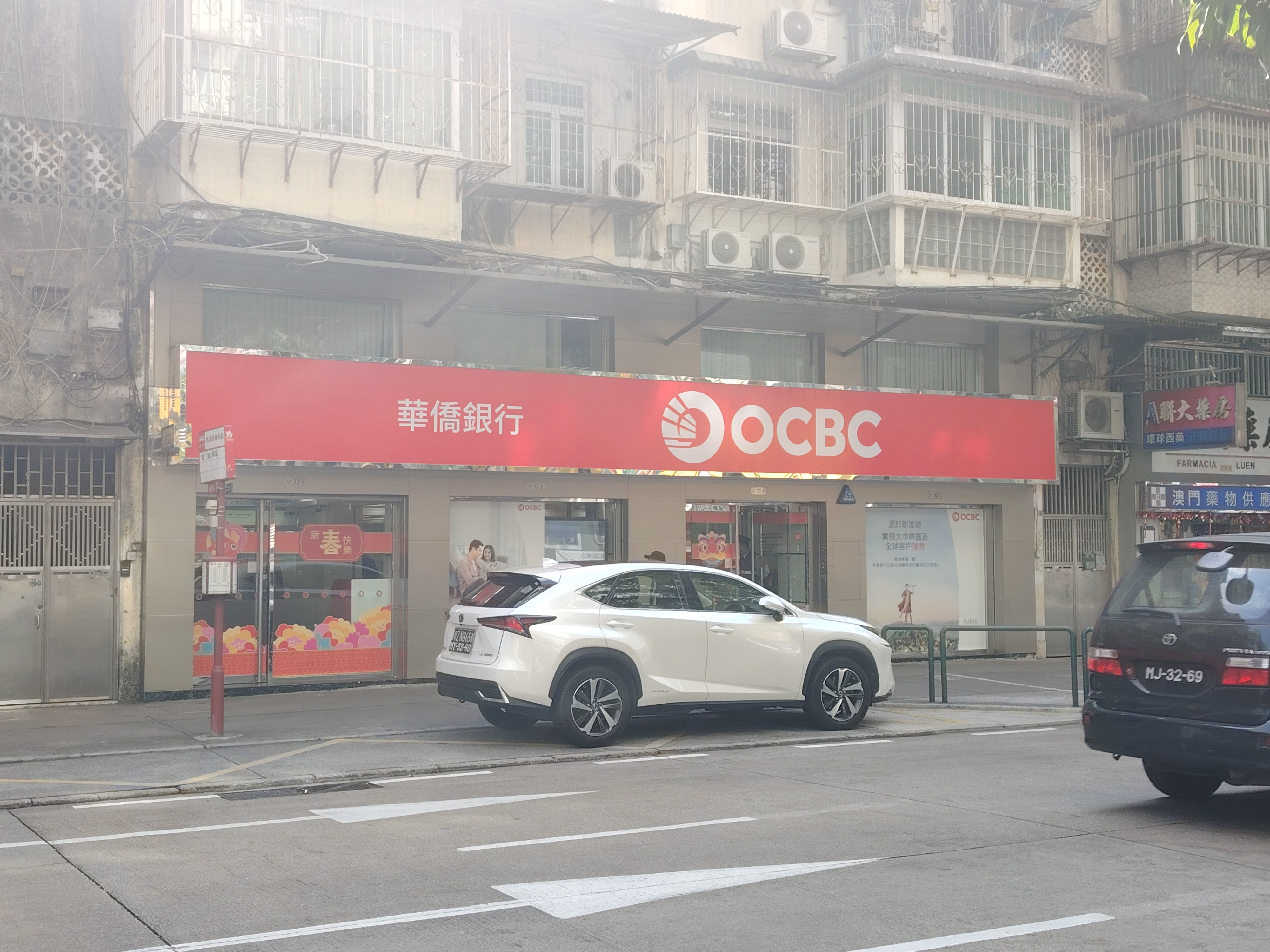
黑沙环分行

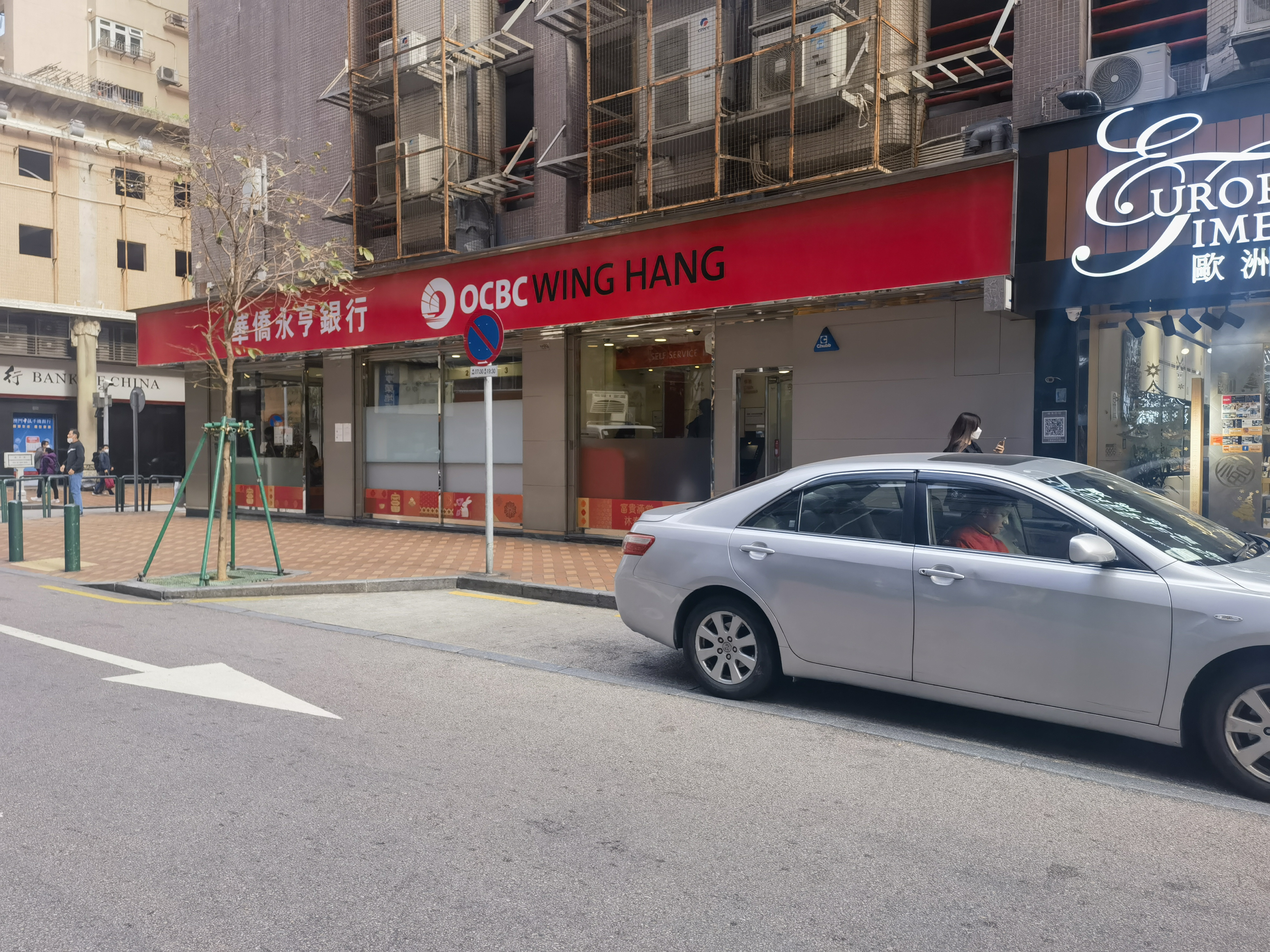
更名前的华侨永亨银行氹仔花城分行

澳門永亨銀行前身為澳門永亨銀號，1946年由馮堯敬先生接管經營，同時成為香港永亨銀行之聯營機構；1963年改組為有限公司；1973年獲澳葡政府發出銀行牌照，成立澳門永亨銀行有限公司。於1984年達成協議，由香港永亨銀行收購澳門永亨銀行，使之成為香港永亨銀行之附屬公司及最後成為美國紐約銀行成員。
2014年10月，澳門永亨銀行更名為華僑永亨銀行。
2023年7月3日，華僑永亨銀行更名為華僑銀行。

## 名稱
有別於香港永亨銀行之外文名稱使用香港政府粵語拼音及英文（Wing Hang Bank），澳門永亨銀行之外文名稱一直使用葡文（Banco Weng Hang, S.A.），名稱「Weng Hang（永亨）」之拼法是以澳門政府粵語拼音方案翻譯，以致「永」字於港澳兩地之拼法有區別（港：Wing；澳：Weng）。
直至澳門永亨銀行更名為華僑永亨銀行，一般招牌和文件之外文部份才跟隨香港使用英文和港式拼法（OCBC Wing Hang Bank），唯於澳門註冊之名稱依舊使用葡文（Banco OCBC Weng Hang, S.A.），保留澳門拼音特色；而S.A.則指葡萄牙文Sociedade Anónima，即股份有限公司。
2023年7月3日，該銀行在澳門的中文和葡文註冊名稱分別改為華僑銀行（澳門）股份有限公司和Banco OCBC (Macau), S.A.。

## 外部連結
- 官方网站